# Crépuscularisme

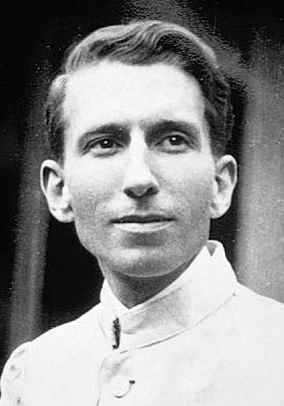
Guido Gozzano.

Le crépuscularisme est un courant littéraire italien du début du XXe siècle dont le chef de file fut Guido Gozzano.

## Étymologie
Le 1er septembre 1910 paraît dans le quotidien La Stampa, un article du critique Giuseppe Antonio Borgese consacré aux poèmes de Marino Moretti, Fausto Maria Martini et Carlo Chiaves (it), intitulé « La poésie crépusculaire. » C'est ainsi que fut utilisé pour la première fois le mot « crépuscule » pour définir un genre littéraire.
La métaphore du crépuscule indiquerait une situation de détachement, dans laquelle domineraient les tons doux et en sourdine, de la part de ces poètes, qui n'avaient pas d'émotions particulières en écrivant, si ce n'est une vague mélancolie, comme l'a écrit Borgese dans son article.
A noter que Les Temples crépusculaires d'Alexis Artaud et A.P.A. Delusier, malgré leurs thèmes proches du mouvement, s'opposent à sa conception anti-marxiste.  